# Enedina Arellano Félix
Enedina Arellano Félix de Toledo (* 12. April 1961 in Mazatlán, Sinaloa) ist eine mexikanische Drogenhändlerin, die zusammen mit ihren Brüdern das Tijuana-Kartell gründete und eine wichtige Rolle als Buchhalterin für die kriminelle Organisation spielte. Seit der Verhaftung vieler ihrer Brüder in den 2000er Jahren gilt sie als Leiterin der Organisation. Enedina trägt die Spitznamen La Jefa und Narcomami und lebt zurückgezogen.

## Laufbahn
Enedina Arellano Félix wurde 1961 in Sinaloa in eine Familie von Drogenhändlern geboren. Im Jahr 1977, als sie sechzehn Jahre alt war, träumte Enedina davon,  Karnevalskönigin in Mazatlán zu werden, gab diesen Traum jedoch auf, nachdem ihre beiden Brüder, Ramón und Benjamín, von den Vereinigten Staaten sowie der mexikanischen Regierung gesucht wurden. Zu dieser Zeit arbeiteten ihre älteren Brüder für Miguel Ángel Félix Gallardo, der ihnen schließlich den Drogenkorridor in Tijuana, Baja California, verschaffte. Enedina erwarb einen Bachelor in Rechnungswesen an einer privaten Universität in Guadalajara. Mitte der 1980er Jahre arbeitete Enedina im Familienunternehmen mit, wurde aber von den Behörden nie als sichtbarer Kopf des Tijuana-Kartells betrachtet. Während des größten Teils der 1990er Jahre wurde das Tijuana-Kartell von ihren sechs Brüdern geleitet, während Enedina sie bei der Geldwäsche und Finanzverwaltung beriet und unterstützte. Nach dem Sturz des finanziellen Masterminds des Kartells im Jahr 2000 übernahm Enedina die Position. Sie arbeitete zunächst hinter den Kulissen als Geldwäscherin für das Tijuana-Kartell, übernahm dann aber nach der Verhaftung ihres Bruders Eduardo Arellano Félix im Jahr 2008 die Leitung des Kartells.
Da die meisten ihrer Brüder entweder inhaftiert oder verstorben sind, hat Enedina den finanziellen Aspekt der Organisation verwaltet, Allianzen überwacht und die Führung des Tijuana-Kartells an der Seite von Luis Fernando Sánchez Arellano (vor seiner Festnahme im Jahr 2014) übernommen. Ihre früheren Kontakte zu Drogenlieferanten in Kolumbien haben es ermöglicht, die Organisation über Wasser zu halten. Enedina hat dazu beigetragen, dass die alten und gewalttätigen Praktiken ihrer Brüder, die das Tijuana-Kartell anführten, bevor sie verhaftet oder getötet wurden, durch eine "geschäftsmäßigere Vision" ersetzt wurden. Wenn nötig, war aber auch sie bereit, auf Gewalt zurückzugreifen. Sie schmiedete Allianzen mit anderen kriminellen Organisationen. Die Drug Enforcement Administration (DEA) und die mexikanischen Medien bezeichnen Enedina als die erste und eine der wenigen Frauen, die eine kriminelle Organisation in der Welt anführen, abgesehen von Sandra Avila Beltran in Mexiko, Tätigkeiten, die traditionell Männern vorbehalten waren.

## Familie
Enedina ist die Schwester der ehemaligen Kartellführer Benjamín, Carlos, Eduardo, Francisco Javier, Francisco Rafael und Ramón. Enedinas Ehemann, Luis Raúl Toledo Carrejo, wurde im Jahr 2005 vom US-Finanzministerium beschuldigt, Verbindungen zum Tijuana-Kartell zu unterhalten. Alicia Arellano Félix, die Schwester von Enedina, ist derzeit eine der Anführer des Tijuana-Kartells.

## Film und Fernsehen
Enedina Arellano Félix wird in der Netflix-Serie Narcos: Mexico von Mayra Hermosillo dargestellt.